# Zee Cine Award/Lebenswerk
Der Zee Cine Award for Lifetime Achievement ist eine Kategorie des indischen Filmpreises Zee Cine Award.
Der Zee Cine Award for Lifetime Achievement wird demjenigen überreicht, der in seiner Filmkarriere viel Besonderes geleistet hat.  
Liste der Gewinner:
| Jahr | Preisträger                       |
| ---- | --------------------------------- |
| 1998 | -                                 |
| 1999 | Shammi Kapoor und Lata Mangeshkar |
| 2000 | Prem Chopra und Nasir Hussain     |
| 2001 | Sunil Dutt und Vijay Anand        |
| 2002 | Shakti Samanta                    |
| 2003 | Hema Malini                       |
| 2004 | Yash Johar                        |
| 2005 | Dharmendra                        |
| 2006 | Rishi Kapoor und Rekha            |
| 2007 | Vinod Khanna                      |
| 2008 | Zeenat Aman und Feroz Khan        |